# 2CELLOS
2CELLOS (Две виолончели) — хорватский дуэт виолончелистов Луки Шулича и Степана Хаусерa. Группа стала известна благодаря выложенной на YouTube видео кавер-версии песни Майкла Джексона «Smooth Criminal», которая набрала более 3 млн просмотров за первые 2 недели, а в целом канал набрал около 1 млрд 742 млн просмотров (по данным на 31.10.2023). 12 апреля 2011 года дуэт заключил контракт с лейблом Sony Masterworks и приглашение присоединиться к Элтону Джону в его мировом турне.

## История группы
Лука Шулич (род. 25 августа 1987 года, Марибор, Словения) и Степан Хаусер (род. 15 июня 1986 года, Пула, Хорватия) — музыканты классической школы. Ещё подростками они познакомились на одном из мастер-классов. До того как объединиться в дуэт, музыканты достаточно часто соперничали, выступая на музыкальных конкурсах.
Лука Шулич учился в Музыкальной академии в Загребе, затем в Вене; позже он поступил в Королевскую музыкальную академию (Лондон).
Степан Хаусер обучался в Королевском Северном музыкальном колледже (Манчестер), а до того — в Тринити-колледже (Дублин). Дуэт появился на национальном телевидении как The Tonight Show с Джеем Лено, Шоу Эллен ДеДженерес (дважды в течение 6 месяцев) и на телевидении Штефан Раб в Германии.
Лука Шулич и Степан Хаусер завершили учёбу в 2011 году.

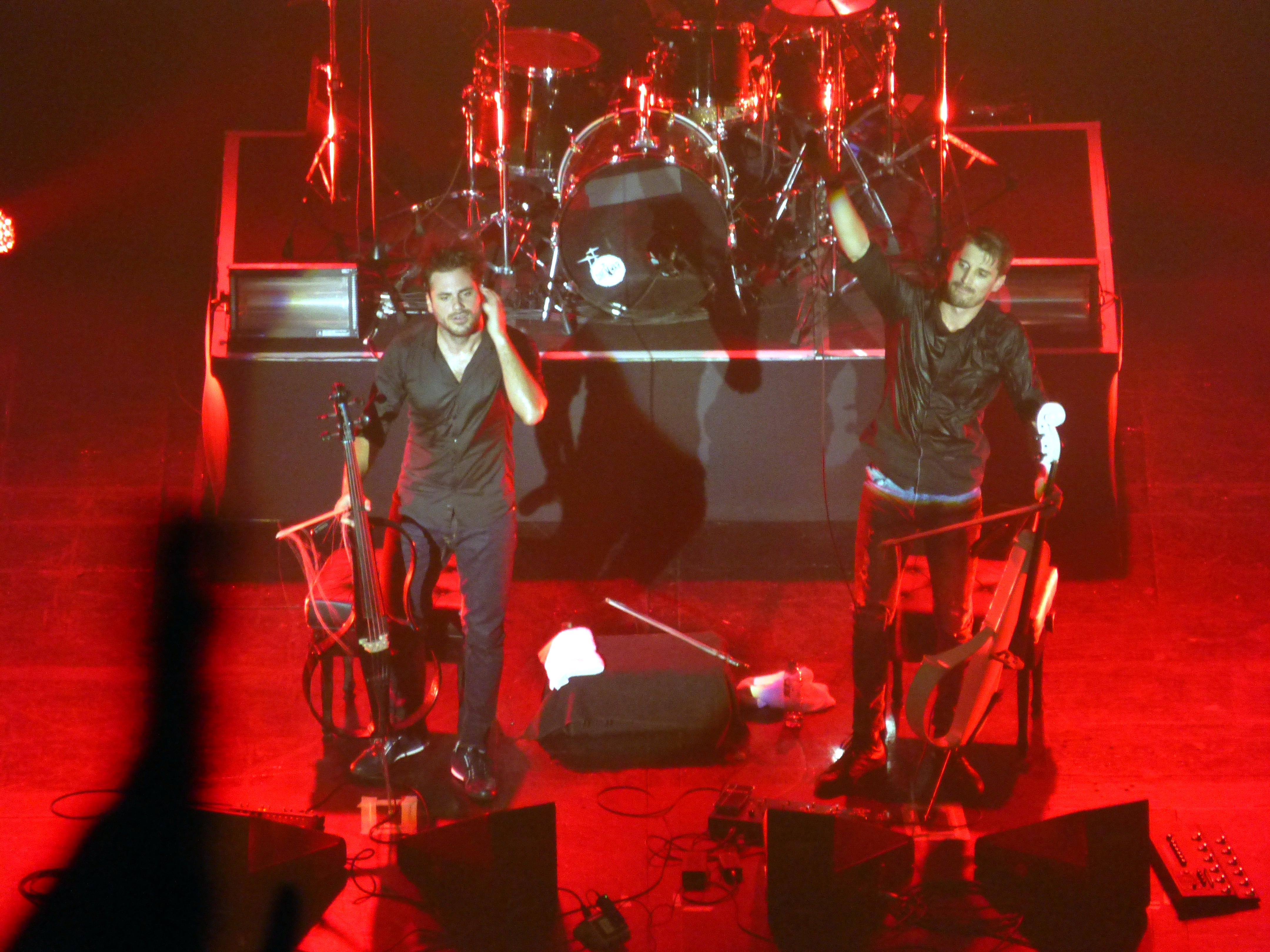
2Cellos на концерте в Буэнос-Айресе, Аргентина, 2015 год

Лука выступал по всему миру в известных местах, включая Wigmore Hall Лондона, амстердамский Концертгебау, Musikverein Konzerthaus Вены и другие. Наиболее весомым достижением Шулича на данный момент является победа на Международном конкурсе виолончелистов имени Витольда Лютославского в Варшаве (2009).
Степан выступал также по всему миру, в большинстве стран Европы, Южной Африки, Новой Зеландии, Азии и США, с дебютов в Лондоне Wigmore Hall, Royal Albert Hall, South Bank Centre и амстердамском Концертгебау. Он был последним учеником Мстислава Ростроповича. В своей короткой карьере Степан уже был удостоен первой премии на двадцати одном национальном и международном соревнованиях и он дважды выступал для принца Чарльза в Букингемском дворце и Сент-Джеймсе.
31 января они появились как особо-приглашенные гости на хит-сериале GLEE Фокса, где они исполняют «Smooth Criminal» в память о Майкле Джексоне. Это был первый раз, когда инструментальный дуэт прозвучал на шоу в качестве желанных гостей.
В 2018 году дуэт объявил о перерыве после австрало-американского тура. Степан хотел заняться сольной карьерой, а Лука проводить больше времени с женой и ребёнком.
После длительного перерыва 21 мая 2021 на их YouTube канале вышло музыкальное видео с песней «Demons» группы Imagine Dragons. Позже они выпустили альбом «Dedicated». В конце 2021 объявили о финальном туре в 2022 году по Америке и Европе.

## Дискография

### Альбомы
- 2Cellos (2011)[англ.]
- In2ition (2013)[англ.]
- Celloverse (2015)[англ.]
- SCORE (2017)
- Let There Be Cello (2018)
- Dedicated (2021)

### Синглы
- 2011 — Silent Night
- 2013 — Every Teardrop Is a Waterfall
- 2013 — Purple Haze
- 2013 — Time of Your Life (Good Riddance)
- 2016 — The Show Must Go On
- 2016 — Whole Lotta Love
- 2017 — Despacito